# Juan José Domínguez Muñoz
Juan Jose Dominguez Muñoz (1916-1942) est un colonel espagnol et dirigeant militaire des forces franquistes pendant la guerre civile espagnole.

## Biographie
Durant la guerre civile, il combat dans les armées nationalistes.
Après la guerre, il est condamné à mort et exécuté en août 1942 à la suite de l'attentat de Begona par un tribunal militaire dirigé par le général Antonio Castejón Espinosa. 